# Ляпін Юрій Олегович
Ю́рій Оле́гович Ля́пін (1995—2014) — солдат Збройних сил України, учасник російсько-української війни.

## Життєпис
Народився в Капустинцях (за іншими даними — у Києві). Навчався в селі Капустинці Яготинського району Київської області. 2010 році закінчив 9 класів капустинецької ЗОШ, 2013-го — Коледж морського і річкового флоту Київської державної академії водного транспорту.
З 2013 року проходив військову службу за контрактом — у 95-й окремій аеромобільній бригаді. З квітня 2014 року перебував у зоні боїв; навідник гармати, 95-та окрема аеромобільна бригада.
У складі штурмової групи зі знищення бойовиків 19 липня 2014-го загинув у бою під Лисичанськом — біля його позиції розірвалася граната. Його кинувся рятувати житомирянин Артур Пушанко — по обох поцілив снайпер. Тоді ж загинули капітан Савченко Максим Сергійович, сержант Пушанко Артур Олександрович, старший солдат Бурлак Микола Михайлович та солдат Клим Олег Іванович.
Удома лишилися мати Ольга Анатоліївна, батько Олег Петрович, старші брати Олег та Євген.
Похований у селі Козинці, Бородянський район.

## Нагороди та вшанування
- 14 листопада 2014 року за особисту мужність і героїзм, виявлені у захисті державного суверенітету та територіальної цілісності України, вірність військовій присязі під час російсько-української війни, відзначений — нагороджений орденом «За мужність» III ступеня (посмертно)
- відзнакою ВГО «Спілка ветеранів та працівників силових структур України „ЗВИТЯГА“» орденом «За вірність присязі» (посмертно)
- відзнака «За оборону рідної держави» (посмертно)
- на фасаді будівлі Капустинецької загальноосвітньої школи, де навчався Юрій Ляпін, йому встановлено меморіальну дошку.